# European Rugby Champions Cup 2017-2018
European Rugby Champions Cup 2017-18 fu la 23ª edizione della massima competizione europea per club di rugby a 15, la 4ª organizzata da European Professional Club Rugby (EPCR).
Si tenne dal 13 ottobre 2017 al 12 maggio 2018 tra 20 squadre provenienti da Francia, Inghilterra, Galles, Irlanda, Italia e Scozia nel formato di cinque gironi da quattro squadre ciascuno con passaggio ai quarti della vincitrice di ogni girone più le tre migliori seconde.
Per l'ultima volta si ricorse allo spareggio per determinare la ventesima squadra partecipante insieme alle sei migliori inglesi, le sei migliori francesi e la miglior classificata per nazione del Pro12 più le tre migliori dello stesso torneo tra quelle non classificate: si affrontarono la settima qualificata di Premiership e di Top 14, rispettivamente Northampton e Stade français, e le prime due non qualificate del Pro12, Connacht e Cardiff Blues; a qualificarsi alla competizione fu la squadra inglese nello spareggio decisivo contro il club parigino.
Dall'edizione successiva il posto fu riservato alla vincitrice della Challenge Cup della stagione appena conclusa.
A laurearsi campione per la quarta volta nella storia del torneo fu la franchise irlandese del Leinster, che nella finale di Bilbao in Spagna, prima volta in assoluto in cui un Paese fuori dal Sei Nazioni ospitava l'ultimo atto della competizione, si impose 21-15 sui francesi del Racing 92 al termine di una gara senza mete, decisa solo dalle realizzazioni su calcio piazzato, sette per i dublinesi e cinque per i parigini; con tale vittoria Leinster raggiunse Tolosa in testa al palmarès.
Il valore delle marcature, come stabilito da World Rugby nel 2017, è: 5 punti per ciascuna meta (7 se trasformata), 7 punti per la meta tecnica, 3 punti per la realizzazione di ciascun calcio piazzato, idem per il drop.

## Formula
Le squadre furono ripartite in cinque gironi da quattro squadre ciascuno.
Ai quarti di finale accedettero la prima classificata di ciascuno dei cinque gironi più le tre seconde migliori classificate per punteggio e differenza punti marcati.
Il punteggio ai fini della classifica fu quello a bonus dell'Emisfero Sud, che per ogni partita prevede:
- 4 punti per la vittoria
- 2 punti ciascuno per il pareggio
- 0 punti per la sconfitta
- 1 punto aggiuntivo per la o le squadre che realizzino almeno 4 mete
- 1 eventuale punto per la squadra sconfitta con sette o meno punti di scarto.

Le squadre prime classificate, in ordine decrescente di punteggio in classifica e, a parità di esso, di differenza punti marcati/subiti, occuparono i posti del seeding da 1 a 5; le seconde classificate, ordinate secondo lo stesso criterio, i posti dal 6 all'8.
I quarti di finale videro le squadre con il ranking da 1 a 4 affrontare in gara unica sul proprio campo quelle con seeding rispettivamente da 8 a 5 secondo il seguente ordine:
1. seeding 1 – seeding 8
2. seeding 4 – seeding 5
3. seeding 3 – seeding 6
4. seeding 2 – seeding 7

Le due semifinali furono:
1. vincitore QF1 – Vincitore QF2
2. vincitore QF3 – Vincitore QF4

Il regolamento previde che qualora un club di seeding inferiore vincesse il proprio quarto di finale, questi avesse il diritto di disputare la semifinale sul terreno di propria scelta: per esempio, in caso che i due club dei due primi quarti di finale con il seeding più alto (rispettivamente 1 e 4) avessero vinto il proprio incontro, la semifinale si sarebbe disputata normalmente in casa del club con il seeding 1; se invece uno tra i club con il seeding 5 od 8 avesse vinto il proprio quarto di finale, esso avrebbe avuto il vantaggio interno in semifinale; nel caso in cui entrambi i club con seeding 5 od 8 avessero vinto il proprio quarto, il vantaggio del campo interno sarebbe stato del club con il seeding numero 5.
Parimenti, per la seconda semifinale, nulla sarebbe cambiato qualora a qualificarsi fossero stati i club con il seeding 3 e 2, con vantaggio interno a quest'ultimo; i club con il seeding 6 e 7 avrebbero avuto il vantaggio della semifinale in casa qualora avessero battuto i propri avversari; in caso questo fosse successo in entrambi gli incontri, allora la squadra di casa in semifinale sarebbe stata la numero 6 del seeding.
La finale si tenne in gara unica allo Stadio di San Mamés di Bilbao.

## Spareggio anglo-franco-celtico
Già prima di conoscere i nomi delle squadre coinvolte negli spareggi, EPCR stabilì che la prima semifinale di play-off dovesse essere disputata tra la settima squadra di Premiership 2016-17 e la seconda non qualificata di Pro12 (rispettivamente Northampton e Connacht) mentre la seconda semifinale doveva disputarsi tra la settima del Top 14 e la prima non qualificata di Pro12 (Stade français e Cardiff Blues); la vincitrice della prima semifinale guadagnava il diritto di disputare in casa la finale del play-off.
|  | Semifinali     | Semifinali     | Semifinali     |                |             | Finale      | Finale | Finale |  |
|  |                |                |                |                |             |             |        |        |  |
|  | Northampton    | Northampton    | 21             |                |             |             |        |        |  |
|  | Northampton    | Northampton    | 21             |                |             |             |        |        |  |
|  | Connacht       | Connacht       | 15             |                |             |             |        |        |  |
|  | Connacht       | Connacht       | 15             |                | Northampton | Northampton | 23     |        |  |
|  |                |                |                |                | Northampton | Northampton | 23     |        |  |
|  |                |                | Stade français | Stade français | 22          |             |        |        |  |
|  | Stade français | Stade français | Stade français | Stade français | 22          | 46          |        |        |  |
|  | Stade français | Stade français |                |                |             |             |        |        |  |
|  | Cardiff Blues  | Cardiff Blues  | 21             |                |             |             |        |        |  |

### Semifinali qualificazione
| Arbitro: | Greg Garner |

|                                                                                    |      |                                  |
| Nayacalevu 31’ Melikidze 42’ de Giovanni 50’ Macalou 59’, 67’ Panis 70’ Daguin 75’ | mt   | 21’, 62’ M. Cook 24’ N. Williams |
| M. Steyn 31’, 42’, 50’, 67’                                                        | tr   | 21’, 24’, 62’ Anscombe           |
| M. Steyn 10’                                                                       | c.p. |                                  |

| Arbitro: | Mathieu Raynal |

|                            |      |                            |
| H. Mallinder 1’ Groom 56’  | mt   | 4’ Adeolokun 61’ Heffernan |
| H. Mallinder 1’            | tr   | 4’ Ronaldson               |
| H. Mallinder 15’, 23’, 70’ | c.p. | 28’ Ronaldson              |

### Finale qualificazione
| Arbitro: | John Lacey |

|                            |      |                                         |
| Foden 45’ Tuala 71’        | mt   | 3’ Vuidarvuwalu 22’ Sinzelle 34’ Camara |
| H. Mallinder 45’, 71’      | tr   | 3’, 34’ Plisson                         |
| H. Mallinder 19’, 29’, 38’ | c.p. | 7’ Plisson                              |

## Squadre partecipanti
| Girone A                 | Girone B                  | Girone C                  |
| ------------------------ | ------------------------- | ------------------------- |
| Harlequins (Inghilterra) | Clermont (Francia)        | Exeter (Inghilterra)      |
| La Rochelle (Francia)    | Northampton (Inghilterra) | Glasgow Warriors (Scozia) |
| Ulster (Irlanda)         | Ospreys (Galles)          | Leinster (Irlanda)        |
| Wasps (Inghilterra)      | Saracens (Inghilterra)    | Montpellier (Francia)     |

| Girone D            | Girone E           |
| ------------------- | ------------------ |
| Castres (Francia)   | Bath (Inghilterra) |
| Leinster (Irlanda)  | Benetton (Italia)  |
| Munster (Irlanda)   | Scarlets (Galles)  |
| Racing 92 (Francia) | Tolone (Francia)   |

## Fase a gironi

### Girone A
|            | Incontri                 |       |
| ---------- | ------------------------ | ----- |
| 13-10-2017 | Ulster - Wasps           | 19-9  |
| 14-10-2017 | Harlequins - La Rochelle | 27-34 |
| 22-10-2017 | La Rochelle - Ulster     | 41-17 |
| 22-10-2017 | Wasps - Harlequins       | 41-10 |
| 10-12-2017 | Harlequins - Ulster      | 5-17  |
| 10-12-2017 | La Rochelle - Wasps      | 49-29 |
| 15-12-2017 | Ulster - Harlequins      | 52-24 |
| 17-12-2017 | Wasps - La Rochelle      | 21-3  |
| 13-01-2018 | Harlequins - Wasps       | 33-28 |
| 13-01-2018 | Ulster - La Rochelle     | 20-13 |
| 21-01-2018 | La Rochelle-Harlequins   | 16-7  |
| 21-01-2018 | Wasps - Ulster           | 26-7  |

#### Classifica
| Pos | Squadra     | G | V | N | P | PF  | PS  | P±  | BP | PT |
| --- | ----------- | - | - | - | - | --- | --- | --- | -- | -- |
| A1  | La Rochelle | 6 | 4 | 0 | 2 | 156 | 121 | 35  | 4  | 20 |
| A2  | Wasps       | 6 | 3 | 0 | 3 | 154 | 121 | 33  | 5  | 17 |
| A3  | Ulster      | 6 | 4 | 0 | 2 | 132 | 118 | 14  | 1  | 17 |
| A4  | Harlequins  | 6 | 1 | 0 | 5 | 106 | 188 | −82 | 3  | 7  |

### Girone B
|            | Incontri               |       |
| ---------- | ---------------------- | ----- |
| 15-10-2017 | Northampton - Saracens | 13-57 |
| 15-10-2017 | Ospreys - Clermont     | 21-26 |
| 21-10-2017 | Clermont - Northampton | 24-7  |
| 21-10-2017 | Saracens - Ospreys     | 36-34 |
| 09-12-2017 | Northampton - Ospreys  | 32-43 |
| 11-12-2017 | Saracens - Clermont    | 14-46 |
| 17-12-2017 | Ospreys - Northampton  | 32-15 |
| 17-12-2017 | Clermont - Saracens    | 24-21 |
| 13-01-2018 | Northampton - Clermont | 34-21 |
| 13-01-2018 | Ospreys - Saracens     | 15-15 |
| 20-01-2018 | Clermont - Ospreys     | 24-7  |
| 20-01-2018 | Saracens - Northampton | 62-14 |

#### Classifica
| Pos | Squadra     | G | V | N | P | PF  | PS  | P±   | BP | PT |
| --- | ----------- | - | - | - | - | --- | --- | ---- | -- | -- |
| B1  | Clermont    | 6 | 5 | 0 | 1 | 165 | 104 | 61   | 2  | 22 |
| B2  | Saracens    | 6 | 3 | 1 | 2 | 205 | 146 | 59   | 4  | 18 |
| B3  | Ospreys     | 6 | 2 | 1 | 3 | 152 | 148 | 4    | 5  | 15 |
| B4  | Northampton | 6 | 1 | 0 | 5 | 115 | 239 | −124 | 2  | 6  |

### Girone C
|            | Incontri               |       |
| ---------- | ---------------------- | ----- |
| 14-10-2017 | Leinster - Montpellier | 24-17 |
| 14-10-2017 | Exeter - Glasgow       | 24-15 |
| 21-10-2017 | Glasgow - Leinster     | 18-34 |
| 22-10-2017 | Montpellier - Exeter   | 24-27 |
| 08-12-2017 | Glasgow - Montpellier  | 22-29 |
| 10-12-2017 | Exeter - Leinster      | 8-18  |
| 16-12-2017 | Montpellier - Glasgow  | 36-26 |
| 16-12-2017 | Leinster - Exeter      | 22-17 |
| 13-01-2018 | Exeter - Montpellier   | 41-10 |
| 14-01-2018 | Leinster - Glasgow     | 55-19 |
| 20-01-2018 | Glasgow - Exeter       | 28-21 |
| 20-01-2018 | Montpellier - Leinster | 14-23 |

#### Classifica
| Pos | Squadra          | G | V | N | P | PF  | PS  | P±  | BP | PT |
| --- | ---------------- | - | - | - | - | --- | --- | --- | -- | -- |
| C1  | Leinster         | 6 | 6 | 0 | 0 | 176 | 93  | 83  | 3  | 27 |
| C2  | Exeter           | 6 | 3 | 0 | 3 | 138 | 117 | 21  | 3  | 15 |
| C3  | Montpellier      | 6 | 2 | 0 | 4 | 130 | 163 | −33 | 5  | 13 |
| C4  | Glasgow Warriors | 6 | 1 | 0 | 5 | 128 | 199 | −71 | 3  | 7  |

### Girone D
|            | Incontri              |       |
| ---------- | --------------------- | ----- |
| 14-10-2017 | Racing 92 - Leicester | 22-18 |
| 15-10-2017 | Castres - Munster     | 17-17 |
| 21-10-2017 | Leicester - Castres   | 54-29 |
| 21-10-2017 | Munster - Racing 92   | 14-7  |
| 09-12-2017 | Castres - Racing 92   | 16-13 |
| 09-12-2017 | Munster - Leicester   | 33-10 |
| 16-12-2017 | Racing 92 - Castres   | 29-7  |
| 17-12-2017 | Leicester - Munster   | 16-25 |
| 14-01-2018 | Castres - Leicester   | 39-0  |
| 14-01-2018 | Racing 92 - Munster   | 34-30 |
| 21-01-2018 | Leicester - Racing 92 | 20-23 |
| 21-01-2018 | Munster - Castres     | 48-3  |

#### Classifica
| Pos | Squadra   | G | V | N | P | PF  | PS  | P±  | BP | PT |
| --- | --------- | - | - | - | - | --- | --- | --- | -- | -- |
| D1  | Munster   | 6 | 4 | 1 | 1 | 167 | 87  | 80  | 3  | 21 |
| D2  | Racing 92 | 6 | 4 | 0 | 2 | 128 | 105 | 23  | 3  | 19 |
| D3  | Castres   | 6 | 2 | 1 | 3 | 111 | 161 | −50 | 2  | 12 |
| D4  | Leicester | 6 | 1 | 0 | 5 | 118 | 171 | −53 | 3  | 7  |

### Girone E
|            | Incontri            |       |
| ---------- | ------------------- | ----- |
| 14-10-2017 | Bath - Benetton     | 23-0  |
| 15-10-2017 | Tolone - Scarlets   | 21-20 |
| 20-10-2017 | Scarlets - Bath     | 13-18 |
| 21-10-2017 | Benetton - Tolone   | 29-30 |
| 09-12-2017 | Scarlets - Benetton | 33-28 |
| 09-12-2017 | Tolone - Bath       | 24-20 |
| 16-12-2017 | Benetton - Scarlets | 12-31 |
| 16-12-2017 | Bath - Tolone       | 26-21 |
| 12-01-2018 | Bath - Scarlets     | 17-35 |
| 14-01-2018 | Tolone - Benetton   | 36-0  |
| 20-01-2018 | Benetton - Bath     | 28-47 |
| 20-01-2018 | Scarlets - Tolone   | 30-27 |

#### Classifica
| Pos | Squadra  | G | V | N | P | PF  | PS  | P±   | BP | PT |
| --- | -------- | - | - | - | - | --- | --- | ---- | -- | -- |
| E1  | Scarlets | 6 | 4 | 0 | 2 | 162 | 123 | 39   | 5  | 21 |
| E2  | Tolone   | 6 | 4 | 0 | 2 | 159 | 125 | 34   | 3  | 19 |
| E3  | Bath     | 6 | 4 | 0 | 2 | 151 | 121 | 30   | 2  | 18 |
| E4  | Benetton | 6 | 0 | 0 | 6 | 97  | 200 | −103 | 4  | 4  |

## Seedingdopo la fase a gironi
| Pos | Squadra     | G | V | N | P | PF  | PS  | DP  | BMP | Pt |
| --- | ----------- | - | - | - | - | --- | --- | --- | --- | -- |
| 1   | Leinster    | 6 | 6 | 0 | 0 | 176 | 93  | +83 | 3   | 27 |
| 2   | Clermont    | 6 | 5 | 0 | 1 | 165 | 104 | +61 | 2   | 22 |
| 3   | Munster     | 6 | 4 | 1 | 1 | 167 | 87  | +80 | 3   | 21 |
| 4   | Scarlets    | 6 | 4 | 0 | 2 | 162 | 123 | +39 | 5   | 21 |
| 5   | La Rochelle | 6 | 4 | 0 | 2 | 156 | 121 | +35 | 4   | 20 |
| 6   | Tolone      | 6 | 4 | 0 | 2 | 159 | 125 | +34 | 3   | 19 |
| 7   | Racing 92   | 6 | 4 | 0 | 2 | 128 | 105 | +23 | 3   | 19 |
| 8   | Saracens    | 6 | 3 | 1 | 2 | 205 | 146 | +59 | 4   | 18 |
| 9   | Wasps       | 6 | 3 | 0 | 3 | 154 | 121 | +33 | 5   | 17 |
| 10  | Exeter      | 6 | 3 | 0 | 3 | 138 | 117 | +21 | 3   | 15 |

## Play-off
|  | Quarti di finale | Quarti di finale | Quarti di finale |           |          | Semifinali | Semifinali | Semifinali |  |  | Finale | Finale | Finale |  |
|  |                  |                  |                  |           |          |            |            |            |  |  |        |        |        |  |
|  | 1                | Leinster         | 30               |           |          |            |            |            |  |  |        |        |        |  |
|  | 1                | Leinster         | 30               |           |          |            |            |            |  |  |        |        |        |  |
|  | 8                | Saracens         | 19               |           |          |            |            |            |  |  |        |        |        |  |
|  | 8                | Saracens         | 19               |           | Leinster | Leinster   | 38         |            |  |  |        |        |        |  |
|  |                  |                  |                  |           | Leinster | Leinster   | 38         |            |  |  |        |        |        |  |
|  |                  |                  | Scarlets         | Scarlets  | 16       |            |            |            |  |  |        |        |        |  |
|  | 4                | Scarlets         | Scarlets         | Scarlets  | 16       | 29         |            |            |  |  |        |        |        |  |
|  | 4                | Scarlets         |                  |           |          |            |            |            |  |  |        |        |        |  |
|  | 5                | La Rochelle      | 17               |           |          |            |            |            |  |  |        |        |        |  |
|  | 5                | La Rochelle      | 17               |           | Leinster | Leinster   | 15         |            |  |  |        |        |        |  |
|  |                  |                  |                  |           |          |            |            |            |  |  |        |        |        |  |
|  |                  |                  | Racing 92        | Racing 92 | 12       |            |            |            |  |  |        |        |        |  |
|  | 3                | Munster          | Racing 92        | Racing 92 | 12       | 20         |            |            |  |  |        |        |        |  |
|  | 3                | Munster          |                  |           |          |            |            |            |  |  |        |        |        |  |
|  | 6                | Tolone           | 19               |           |          |            |            |            |  |  |        |        |        |  |
|  | 6                | Tolone           | 19               |           | Munster  | Munster    | 22         |            |  |  |        |        |        |  |
|  |                  |                  |                  |           | Munster  | Munster    | 22         |            |  |  |        |        |        |  |
|  |                  |                  | Racing 92        | Racing 92 | 27       |            |            |            |  |  |        |        |        |  |
|  | 2                | Clermont         | Racing 92        | Racing 92 | 27       | 17         |            |            |  |  |        |        |        |  |
|  | 2                | Clermont         |                  |           |          |            |            |            |  |  |        |        |        |  |
|  | 7                | Racing 92        | 28               |           |          |            |            |            |  |  |        |        |        |  |

### Quarti di finale
| Arbitro: | Luke Pearce |

|                                  |      |                       |
| Patchell 60’ S. Williams 75’     | mt   | 8’ Sazy 80’ Boudehent |
| Halfpenny 60’, 75’               | tr   | 8’ Bales 80’ Noble    |
| Halfpenny 4’, 11’, 18’, 25’, 45’ | c.p. | 40’ Bales             |

| Arbitro: | Nigel Owens |

|                       |      |                               |
| Murray 27’ Conway 74’ | mt   | 64’ Ashton                    |
| Keatley 27’, 74’      | tr   | 64’ Trinh-Duc                 |
| Keatley 31’, 55’      | c.p. | 9’ Belleau 60’, 67’ Trinh-Duc |
|                       | drop | 18’ Belleau                   |

| Arbitro: | Wayne Barnes |

|                        |      |                                  |
| Betham 33’             | mt   | 24’ Nakarawa 63’ Andreu 65’ Palu |
|                        | tr   | 24’, 63’ Machenaud               |
| Parra 5’, 9’, 17’, 44’ | c.p. | 31’, 40+3’, 41’ Machenaud        |

| Arbitro: | Jérôme Garcès |

|                                |      |                                 |
| Ringrose 3’ Leavy 46’ Lowe 57’ | mt   | 63’ Cowan                       |
| Sexton 3’, 46’ McFadden 57’    | tr   | 63’ Farrell                     |
| Sexton 20’, 33’, 42’           | c.p. | 11’, 15’, 26’ Farrell 34’ Bosch |

### Semifinali
| Arbitro: | Romain Poite |

|                                                     |      |                        |
| Ryan 9’ Healy 26’ McFadden 39’ Fardy 49’ Sexton 59’ | mt   | 79’ Beirne             |
| Sexton 9’, 26’, 39’, 49’, 59’                       | tr   | 79’ Patchell           |
| Sexton 18’                                          | c.p. | 5’, 21’, 33’ Halfpenny |

| Arbitro: | JP Doyle |

|                              |      |                                  |
| Thomas 4’, 17’ Machenaud 21’ | mt   | 62’ Zebo 75’ Marshall 80’ Conway |
| Machenaud 4’, 17’, 21’       | tr   | 75’, 80’ Hanrahan                |
| Machenaud 25’, 42’           | c.p. | 16’ Keatley                      |

### Finale
| Arbitro: | Wayne Barnes |

|                                      |      |                            |
| Sexton 16’, 38’, 53’ Nacewa 73’, 78’ | c.p. | 3’, 21’, 44’, 70’ Iribaren |